# Ossuaire de Silwan
Pour les articles homonymes, voir Ossuaire (homonymie).

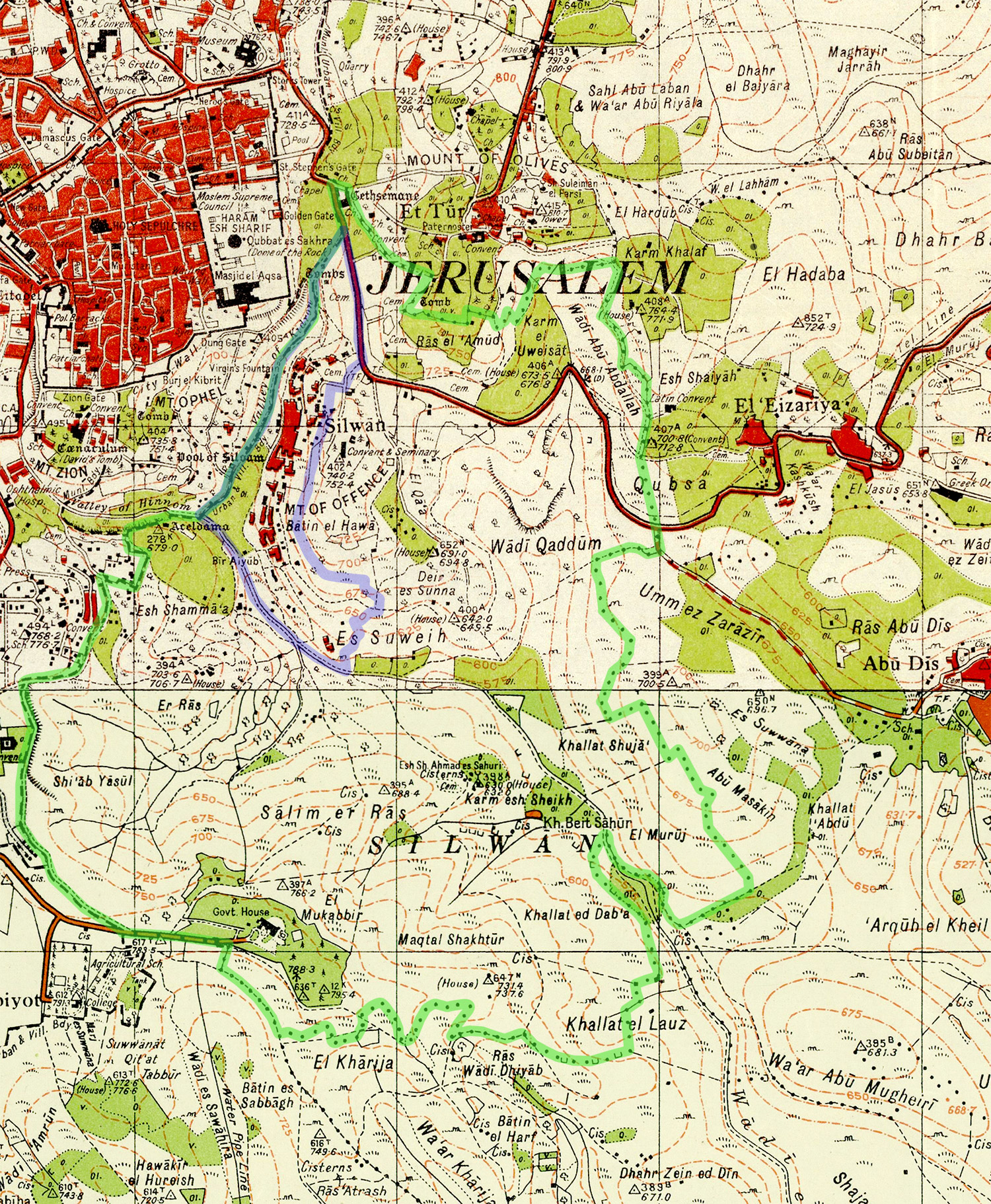
Les limites de Silwan en 1943-1946 sont indiquées en vert. Les limites en 2020 selon le plan municipal de Jérusalem sont indiquées en bleu. Silwan est sectorisé à Jérusalem-Est.

L’ossuaire de Silwan, également appelé « ossuaire de Jacques », est une urne funéraire identifiée en Israël en 2002. Il porte une inscription lue « Jacques fils de Joseph frère de Jésus », rédigée en araméen. Tout comme l'ossuaire, cette gravure daterait du Ier siècle. Si certains spécialistes soutiennent que le prénom Jésus était très répandu au premier siècle de notre ère, et que la probabilité est donc forte qu'il puisse s'agir d'homonymes, d'aucuns en déduisent qu'il s'agit de l'ossuaire de Jacques le Juste, le propre frère de Jésus de Nazareth, premier dirigeant de l'Église primitive, mais dont l'existence a été en partie occultée par la suite.
Vendu sur le marché noir des antiquités, la provenance de cet artéfact n'est pas clairement établie à ce jour. Il aurait été trouvé à Silwan, une zone correspondant à l'époque du Ier siècle au secteur incluant le bassin de Siloé, proche du mont du Temple à l'extérieur des murailles de la cité antique. Il aurait été acquis à une date indéterminée dans les années 1970 par l'ingénieur Oded Golan, le plus grand collectionneur privé israélien d'antiquités bibliques. À la suite de cela, il fut poursuivi, entre autres motifs, pour la fabrication et la falsification supposées de l'inscription figurant sur cet artéfact. Il a finalement été acquitté par la justice israélienne le 14 mars 2012, à l'issue d'un procès retentissant qui a duré plusieurs années.
Depuis son apparition en 2002 se sont engagés :
- une bataille de spécialistes sur l'authenticité de l'ossuaire ;
- un nouvel épisode de la longue bataille entre théologiens, biblistes et historiens sur le fait de savoir si Jésus de Nazareth a eu des frères biologiques[3] et sur la compréhension du dogme catholique de la « Virginité perpétuelle » de la Vierge Marie[4].

L'étude archéo-géologique sur cet ossuaire la plus récente, dirigée en 2020 par Aryeh E. Shimron, indique qu'il pourrait provenir du tombeau de Talpiot.

## La découverte de 2002

### Usage des ossuaires à l'époque du Second Temple
À la fin de la période du Second Temple de Jérusalem, les classes moyennes supérieures, et les classes supérieures de la ville pratiquaient l'ossilegium (ou inhumation secondaire). Tout particulièrement du Ier siècle av. J.-C. au IIe siècle. Après avoir préparé le corps du défunt, celui-ci était enveloppé d'un drap puis déposé dans la niche d'une tombe taillée dans la roche à l'extérieure des murs de la ville pour une période d'un an environ. Lorsque toutes les chairs avaient disparu et que les os avaient été purifiés par la terre d'Israël, une seconde cérémonie d'inhumation était alors organisée : le fils ainé de la famille collectait les ossements et les rassemblait dans un ossuaire, une petite urne de pierre.

### Le fruit du hasard
En 2002, l'ingénieur Oded Golan, l'un des plus grands collectionneurs privés d'antiquités en Israël, invite l'épigraphiste français de renommée internationale André Lemaire à parcourir sa collection. À la suite de cette visite, en octobre 2002, André Lemaire rend publique l'existence d’un ossuaire en calcaire du Ier siècle de notre ère qui, selon lui, aurait probablement contenu les ossements de Jacques le Juste, le frère de Jésus de Nazareth.
Jacques le Juste, réputé « frère » de Jésus (cf. Mc 6,3 et Mt 13,55-56) et qui appartenait selon Simon Claude Mimouni à la classe sacerdotale, était devenu le chef de la communauté des disciples après la mort du Nazaréen, épaulé par les apôtres Pierre et Jean (cf. Ga 1,19 ainsi que Ac 15,13-21 et l'Histoire ecclésiastique (ἐκκλησιαστικῆς ἱστορίας) d'Eusèbe de Césarée).
Selon la dernière version des conditions de l'acquisition de cet artéfact donnée par Oded Golan, le collectionneur l'aurait acheté en 1975 à un marchand de la vieille ville de Jérusalem qui lui aurait indiqué une zone de provenance dans les environs de Silwan, ce qui serait compatible avec le témoignage d'Hégésippe qui indique que Jacques a été enterré à l'endroit même où il est mort, après avoir été précipité du pinacle du Temple. Malgré quelques objections et même l'avis de certains experts pour qui la première partie de l'inscription datait probablement du Ier siècle, mais la seconde (frère de Jésus) avait été gravée par une autre personne, un ou deux siècles plus tard, un grand nombre d'historiens et d'exégètes ont rapidement été convaincus de son authenticité.

### Description de artéfact

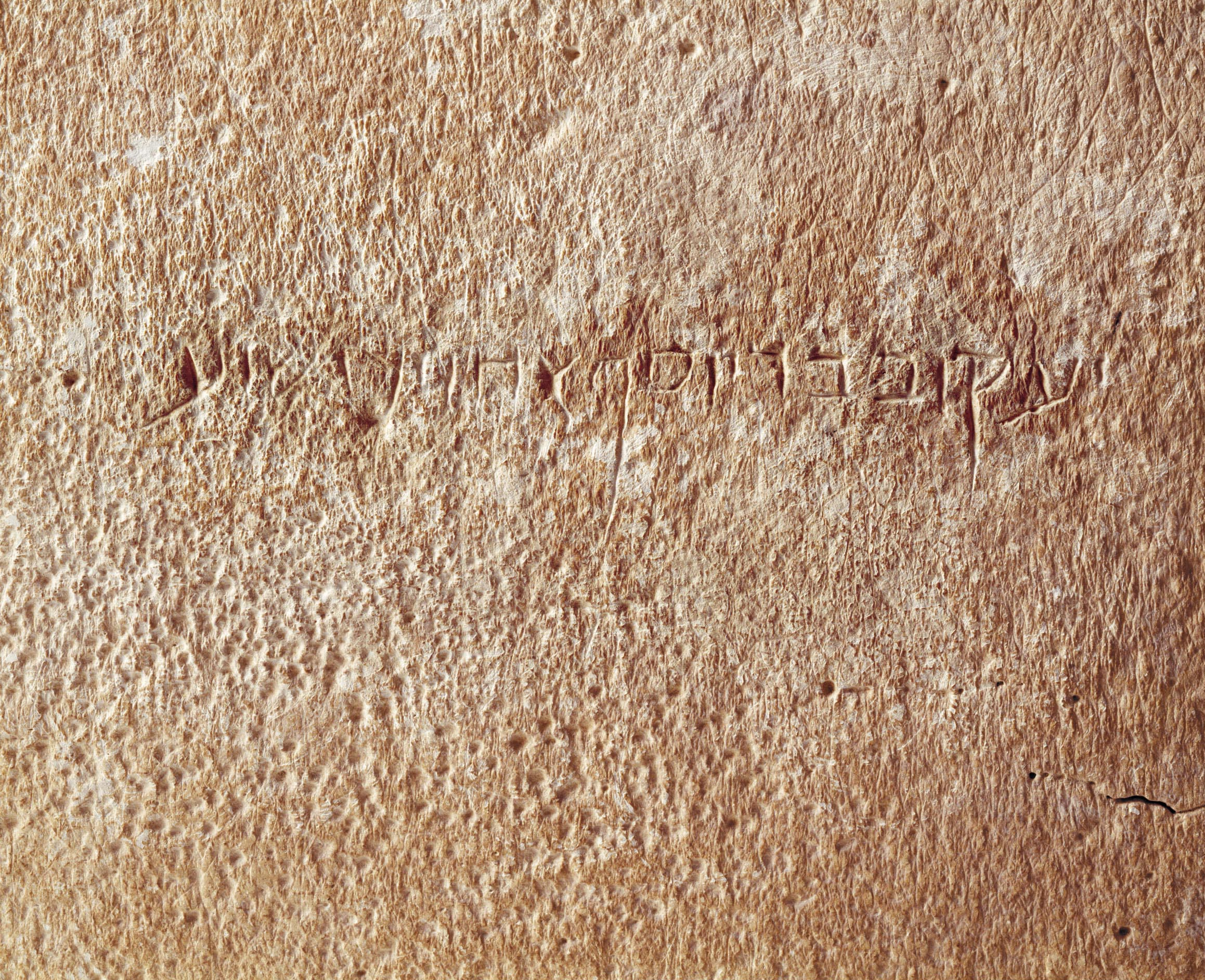
L'inscription de l'ossuaire de Jacques.

Cet ossuaire a des parois planes, dépourvues de décor excepté sur l'une de ses deux longueurs qui est dotée de deux rosaces. Sur sa largeur non décorée figure la gravure « Jacques fils de Joseph frère de Jésus » : 
| Texte           | יעקוב בר יוסף אחוי דישוע               |
| Translitération | yʿqwb br ywsf ʾḥwy d yšwʿ              |
| Romanisation    | Ya'akov bar-Yosef akhui diYeshua       |
| Traduction      | Ya'akov fils de Yosef, frère de Yeshua |

Sa forme est trapézoïdale : sa base est plus étroite que sa partie haute. Les dimensions maximales de cet ossuaire sont, officiellement, de 56 x 26 x 30 cm. On note des traces d'une peinture rouge qui a été appliquée comme il était alors d'usage. Surtout, l'ossuaire comporte une inscription en araméen, la langue courante de la Palestine à l'époque de Jésus: « Ya'akiv bar Yosef akhui di Yeshua » ce qui signifie « Jacques, fils de Joseph, frère de Jésus ». D'après André Lemaire, l'analyse de la graphie de cette inscription correspond à cette période des deux premiers tiers du Ier siècle, la forme cursive du aleph, dalet et yod pouvant constituer un indice en faveur d'une datation plus proche de 70 que du tout début de notre ère.
André Lemaire donne la description suivante de cet artéfact, en précisant les mensurations qu'il a relevées :

« L’ossuaire lui-même est une sorte de caisse de calcaire tendre d’environ 2,5 centimètres d’épaisseur, avec un couvercle glissant sur des bords intérieurs d’environ 0,6 centimètre taillés dans le bord supérieur. La décoration est en partie érodée. On discerne une ligne d’encadrement à environ 1,2 centimètre des bords et sur le long côté opposé à celui de l’inscription, les restes de deux rosaces incisées dans le calcaire tendre, motif décoratif classique des ossuaires. De plus, au musée de Toronto, la restauratrice a noté la présence de quelques restes d’enduit rouge, très souvent présent sur les ossuaires de cette époque.
Cette caisse présente une forme trapézoïdale, plus longue en haut (56 centimètres) qu’en bas (50,5 centimètres), sur une hauteur de 30,5 centimètres et une largeur de 25 centimètres. Ces dimensions sont conformes aux dimensions habituelles des ossuaires d’adultes alors que les ossuaires d’enfants ou d’adolescents sont généralement plus petits.
Une inscription en écriture judéo-araméenne de vingt lettres a été incisée sur l’une des deux longues parois extérieures. La ligne mesure 10,5 centimètres de long et sans les hampes, les lettres ont environ 0,9 centimètre de haut. L’inscription a été incisée assez profondément dans une écriture classique. Il n’y a pas d’espace entre les mots. La dernière lettre du nom « Joseph », présente la forme caractéristique d’un pé final qui signifie que cette lettre est la dernière d’un mot mais non la fin de l’inscription. On lit : Ya‘aqob bar Yoseph akhouy diYeshou‘a, soit « Jacob/Jacques fils de Joseph, frère de Jésus ».
Cette inscription ne pose aucun problème de lecture. »

André Lemaire publie cette découverte en 2003 et estime que l'authenticité de l'ossuaire de Silwan n'est pas sujette à caution, qu'il s'agit bien là de l'ossuaire de Jacques le Juste, réputé frère de Jésus, ce qui constitue la toute première attestation épigraphique de l'existence de Jésus de Nazareth et de la communauté judéo-chrétienne primitive fondée à Jérusalem :

« La désignation d’un défunt comme étant le frère de quelqu’un d’autre est très rare ; elle n’était attestée jusqu’à maintenant qu’une seule fois dans l’ossuaire nº 570 du Catalogue de Ramhani. D’une manière générale, la désignation d’un individu comme étant le frère d’un autre semble laisser entendre que ce frère est bien connu du groupe de référence : il s’agit dès lors d’une sorte de surnom pour le distinguer d’homonymes éventuels et ce type de désignation par la référence à un frère bien connu reste très rare.
(…)
Dès lors, si le « Jacques fils de Joseph frère de Jésus » de cet ossuaire est très probablement celui qui est mentionné dans le Nouveau Testament et dans Flavius Josèphe, cela signifie que l’inscription de cet ossuaire a très probablement été gravée vers 63 et que nous avons très probablement ici la première attestation épigraphique de Jésus de Nazareth ainsi que de l’emploi de l’araméen comme la langue de sa famille et de ses premiers disciples. »

### L'étude onomastique
Même si les noms de Jacques, Joseph et Jésus pouvaient être courants à l'époque, selon les calculs d'André Lemaire, pendant les sept premières décennies du Ier siècle, Jérusalem ne devait pas avoir compté plus de vingt individus appelés Jacques et simultanément fils d'un Joseph et frère d'un Jésus. En revanche, il était très inhabituel de mentionner le nom d'un frère sur un ossuaire après celui du père : il n’existe qu’un seul autre cas de cette pratique, ce qui suggère que ce frère était un personnage important. D'autant plus que les inscriptions sur les ossuaires étaient rares. Levi Yitzhak Rahmani (en), dans la publication de son inventaire des ossuaires conservés dans les collections publiques israéliennes, A Catalogue of Jewish Ossuaries in the Collection of the State of Israel, indique qu'en moyenne seuls 25,2 % des ossuaires découverts portent une inscription (231 ossuaires sur 917 recensés à date en 1989 au moment de la collecte des données pour son livre). Un pourcentage qui progresse à 30 % dans les travaux d'Hannah M. Cotton qui recense, quant à elle, environ 2 000 ossuaires connus, dont plus de 600 sont inscrits, qui proviennent d'environ 900 tombeaux.
En 2005, le professeur Camil Fuchs, statisticien à l'université de Tel-Aviv, reprend le dossier de l'onomastique de l'ossuaire de Silwan et examine dans un article la prévalence des noms d'individus juifs masculins décédés à Jérusalem au premier siècle de notre ère. Fuchs détermine qu'il est possible d'établir avec une très forte probabilité, proche de 99 %, qu'entre les années 45 et 70 de notre ère, pas plus d'un juif adulte de sexe masculin portant le nom de Jacques, dont le père s'appelait Joseph et le frère Jésus a vraisemblablement vécu à Jérusalem. Il constate que le nombre attendu est inférieur à deux (1,71 précisément) et, bien que le nombre réel soit incertain, même avec un taux de confiance de 96 %, il ne dépasserait pas quatre individus. L'ossuaire de Jacques désigne donc probablement un individu unique au sein de la population vivant à Jérusalem à l'époque. Camil Fuchs souligne également qu'il est très rare que le frère du défunt soit mentionné dans une inscription sur un ossuaire. De tous les ossuaires connus en 2005 au moment de la rédaction de son article, le frère du défunt n'est cité que dans un seul autre cas. Dans un autre cas, c'est le fils du défunt qui est cité. Fuchs conclut :

« Il n'y a guère de doute que cela [nommer un frère ou un fils] n'a été fait que lorsqu'il y avait une raison très significative de se référer à un membre de la famille du défunt, généralement en raison de son importance et de sa célébrité. »

Plus généralement, les inscriptions sur les ossuaires qui en possèdent une contiennent habituellement un nom et un identifiant « fils de... ». Sur l'ensemble des ossuaires connus portant des inscriptions, un seul autre contient l'inscription « frère de... » Il date également du premier siècle et porte l'inscription « Shimi, fils d'Asaiah, frère de Hanin ». Craig A. Evans note : « Il a été suggéré que la mention du frère du défunt implique probablement que le frère était bien connu, probablement beaucoup plus connu que le défunt ou son père. » Evans poursuit en évoquant la possibilité que ce Hanin ait été le « célèbre Hanin, dont les fils étaient connus pour approvisionner Jérusalem en animaux de sacrifice ». De même, dans l'Antiquité, le Jacques biblique était également identifié par sa relation avec son frère plus célèbre, Jésus de Nazareth (cf.cf. Ga 1,19 ainsi que Ac 15,13-21 et l'Histoire ecclésiastique (ἐκκλησιαστικῆς ἱστορίας) d'Eusèbe de Césarée comme mentionné plus haut).

## L'expertise de l'Autorité des Antiquités d'Israël

### Les travaux des deux sous-commissions
En 2003, l'Autorité des Antiquités d'Israël (AAI) décide de procéder à une expertise détaillée de l'ossuaire de Jacques, portant l'inscription Jacques fils de Joseph frère de Jésus. Deux sous-commissions sont formées : une équipe étudie le texte de l'inscription (Writing and Content Committee), une autre expertise porte sur les matériaux et la patine de l'inscription (Materials and Patina Committee). Les mêmes experts sont, en même temps, chargés de déterminer l'authenticité d'une inscription de dix lignes du roi Yehoash trouvée sur le mont du Temple.
Le 18 juin 2003, le département des antiquités israéliennes publie les résultats de trois mois de travail. La sous-commission des épigraphistes ne put se mettre d'accord sur l'authenticité de l'inscription. Une partie des spécialistes chargés de l'expertise du texte penche alors pour la non-authenticité de l'inscription, qui semblerait avoir été ajoutée postérieurement à l'ossuaire et dont les lettres sembleraient imitées à partir d'inscriptions contemporaines. L'un des experts (Roni Reich), cependant, ne décèle rien d'anormal mais, compte tenu des résultats de l'expertise sur le matériel effectuée par l'autre sous-commission, il se déclare convaincu qu'il s'agit d'une contrefaçon.
En revanche, les conclusions de l'autre sous-commission ont été adoptées à l'unanimité. Dans l'étude du matériel, la datation au carbone 14 ne permet aucune conclusion (on sait que les datations doivent être faites à partir de matériaux organiques tels que les noyaux d'olives). Selon Uzi Dahari, directeur adjoint de l'Autorité des antiquités d'Israël, des différences d'épaisseur et de profondeur de la gravure montrent que la première partie de l'inscription (« Jacques fils de Joseph ») n'a pas été gravée avec le même burin que la seconde partie (« frère de Jésus »), les caractères comportent d'ailleurs des différences de style. Selon Jacques Neguer, conservateur expert de l'Autorité des antiquités d'Israël, une patine artificielle faite de grains ronds est déposée sur l'inscription et à son voisinage immédiat, en contraste avec la patine qui recouvre l'ensemble de l'ossuaire. L'inscription traverse la patine initiale et semble avoir été écrite par deux auteurs différents à l'aide de deux outils différents. Selon Orna Cohen, conservatrice de l'université hébraïque de Jérusalem, la première partie de l'inscription est rajoutée, elle traverse la patine initiale et elle est revêtue d'une patine artificielle constituée de poussière de craie et d'eau appliquée sur l'inscription. Selon le professeur Yoval Goren, archéologue à l'université de Tel Aviv, expert en pétrographie et identification des matériaux, l'inscription a été nettoyée ou gravée récemment, elle a probablement été enduite d'un mélange de craie ou de poudre de gravure dissous dans de l'eau chaude. Selon Avner Ayalon, géologue du Geological Survey of Israel, expert en analyse isotopique des roches, l'oxygène des molécules de carbonate de calcium de la patine a une composition isotopique différente dans la patine de l'ensemble de l'ossuaire et dans l'inscription. Alors que la patine de l'ensemble de l'ossuaire est normale compte tenu des conditions climatiques de Jérusalem, la composition de la patine de l'inscription montre qu'elle est faite d'un matériau qui a été chauffé, probablement d'un mélange de poudre et d'eau chaude.
« Les experts ont conclu que l'ossuaire était ancien et provenait de la région de Jérusalem. Cependant, ils ont constaté que la patine recouvrant l'inscription était différente de celle recouvrant le reste de l'ossuaire et ne pouvait avoir été produite par un vieillissement naturel dans les conditions climatiques de la Judée. » Certains experts formulent l'hypothèse de l'intervention d'une « deuxième main » : un faussaire a pu graver l'inscription longtemps après la formation de la patine, puis a recouvert cette inscription d'une patine artificielle. Toutefois André Lemaire maintient son identification et estime que l’inscription est authentique. Il s'appuie pour cela sur les conclusions du professeur Yuval Goren pour qui « l'inscription a été faite ou nettoyée dans la période moderne. » Or, justement sur ce point, Oded Golan expliquera que sa compagne avait nettoyé l'extérieur de l'ossuaire avec des produits d'entretien ménager. Il sera également rappelé que les antiquaires utilisent des produits chimiques pour améliorer l'aspect extérieur des artéfacts afin de séduire les clients potentiels.
Alors que les travaux des deux sous-commissions ayant travaillé sur l'ossuaire en 2003 n'ont pas fait l'objet d'une publication scientifique, Avner Ayalon et Yuval Goren, deux membres de la sous-commission patine et matériaux, co-signent avec Miryam Bar-Matthews dans le Journal of Archaeological Science une étude, en 2004. Ils procèdent à l'analyse de la pétrographie et de la composition isotopique de l'oxygène de l'ossuaire. Ils comparent les valeurs δ18O de la patine des lettres de l'ossuaire de Jacques avec la patine prélevée sur les surfaces non inscrites du même objet (« patine de surface »), ainsi qu'avec la patine de surface et la patine des lettres d'ossuaires excavés lors de fouilles légales menées à Jérusalem. Leur étude remet en cause l'authenticité de l'ossuaire.
Cependant, James Harrell, professeur de géologie archéologique à l'Université de Toledo, a fourni une explication à cette divergence de δ18O. Il a suggéré qu'un nettoyant, que les marchands d'antiquités et les collectionneurs utilisent souvent pour nettoyer les artéfacts afin d'en augmenter la valeur, pourrait être à l'origine des faibles valeurs de δ18O. Il a testé le nettoyant le plus populaire vendu en Israël et a confirmé que la valeur δ18O du nettoyant correspondait à la valeur δ18O de la patine dans l'inscription. Une étude ultérieure utilisant un isotope différent a également mis en évidence que les valeurs δ13C de la patine de surface et de la patine de l'inscription étaient presque identiques.

### Critiques
Malgré les conclusions des deux sous-commissions, les épigraphistes André Lemaire et Ada Yardeni (en) maintiennent leur avis en faveur de l'authenticité de l'ensemble de l'inscription et ont répondu en détail aux nombreuses questions relatives à son authenticité. Quant à Émile Puech, s'il ne partage pas l'avis d'André Lemaire d'un lien avec Jésus de Nazareth, il explique que : « Concernant l’authentification de l’inscription, je fais confiance à Ada Yardeni, l’excellente paléographe qui en a fait la transcription. Toutefois, je me porte en faux contre l’interprétation de Lemaire, car il ne peut être question du Jésus de la Bible. »
Pieter Willem van der Horst souligne pour sa part, dans un ouvrage paru en 2015, que l'Autorité des antiquités d'Israël (AAI) « a nommé presque exclusivement des membres du comité qui avaient déjà exprimé ouvertement leur opinion selon laquelle l'inscription était un faux » et n'a nommé personne ayant une position contraire, comme André Lemaire :

« Tout d'abord, il est étrange que le directeur de l'IAA, Shuka Dorfman, ait nommé presque exclusivement des membres de la commission qui avaient déjà exprimé des opinions tranchées sur le fait que l'inscription était un faux avant qu'ils ne deviennent membres de la commission. En outre, il est pour le moins curieux que les rapports des géologues du GSI [Geological Survey of Israel] et du ROM [Musée royal de l'Ontario] ne soient même pas mentionnés par eux et que les arguments contenus dans ces rapports ne soient abordés nulle part. »

En outre, il note que, bien que l'AAI ait donné pour instruction à chaque chercheur du comité de s'en tenir à sa propre discipline, cette directive a finalement été ignorée. Il pointe par ailleurs que les membres des commissions ont précisé que leurs conclusions ne constituaient pas une étude scientifique à proprement parler, et qu'une publication en adéquation avec les standards académiques en usage devrait être réalisée. Ce qui n'a jamais été fait : 

« (...) ce qui est sûrement le plus curieux, les membres de la commission affirment que leur rapport n’est pas encore « définitif » et qu’il faudrait attendre qu’il soit publié dans une revue scientifique. Il est explicitement indiqué que le rapport n’est pas un « article scientifique », alors que l’AAI avait justement demandé une étude scientifique finale. Autrement dit, les détails nécessaires pour pouvoir évaluer l’argumentation nous sont cachés, et cela dans un rapport qui aurait dû être le dernier mot de l’AAI sur la question. C’est une façon tout à fait étrange d’aborder une question aussi controversée. »

Pieter van der Horst pointe également la faiblesse des avis académiques rendus à titre individuel par les experts membres des commissions. Il donne quelques exemples : 

« Amos Kloner, archéologue, estime que l'inscription semble plutôt récente et que le faussaire a tenté de créer un air d'authenticité en imitant des exemples anciens. Ces affirmations ne sont étayées par aucune preuve ni aucun argument. Comme le dit justement André Lemaire, sur la base d'un tel raisonnement, d'innombrables inscriptions de l'antiquité peuvent être rejetées comme des faux, car beaucoup d'entre elles ont été si bien conservées qu'elles semblent avoir été faites récemment (et il n'est pas nécessaire d'être archéologue ou épigraphiste pour le confirmer). L'argument de Kloner selon lequel les proches de Jésus n'auraient pas pu avoir de tombeau à Jérusalem parce qu'ils n'en étaient pas originaires est on ne peut plus boiteux. Il est très probable que les parents de Jésus qui ont rejoint la première communauté chrétienne soient venus vivre à Jérusalem, certainement son frère Jacques qui devint rapidement le chef de la communauté.
Tal Ilan, experte dans le domaine de l'onomastique juive et des études consacrées aux femmes, reconnaît qu'elle n'est pas experte en épigraphie et que, pour cette raison, elle a dû s'appuyer sur les avis d'autres experts, ce qui est en contradiction flagrante avec la ligne directrice selon laquelle « chaque érudit doit travailler dans sa propre discipline ». Néanmoins, elle soutient le jugement épigraphique selon lequel les mots « frère de Jésus » sont un ajout postérieur, car ces lettres sont plus cursives que les autres, qui sont dans un style plus formel. Cependant, apparemment parce que d'autres membres du comité considèrent les mots précédents (« Jacques, fils de Joseph ») comme un ajout à l'inscription (authentique) « frère de Jésus », Ilan dit curieusement plus loin que le faussaire a mis la main sur un ossuaire avec la phrase authentique « frère de Jésus » (qui aurait pu être n'importe qui) et a ajouté les mots « Jacques, fils de Joseph », une déclaration curieuse qui ne concorde pas avec ce qu'elle a dit en premier lieu. Elle concède cependant que lorsqu'elle a vu l'inscription pour la première fois, avant que la controverse n'éclate, elle n'y a rien trouvé de suspect ! Mais même si l'inscription était authentique, dit Ilan, il n'y a aucune raison de supposer qu'elle se réfère au frère de Jésus dans le Nouveau Testament. En effet, il pourrait y avoir au moins dix autres personnes portant le nom de Jacques, dont le père s'appelait Joseph et le frère Jésus (elle ne mentionne pas le fait que d'autres sont parvenus à des estimations beaucoup plus basses, entre 2 et 5 personnes). Une maladresse très curieuse est son affirmation que les graphies des noms Jacob avec un waw et Joseph sans he (resp. yʿqwb au lieu de yʿqb etywsp au lieu de yhwsp) ne se rencontrent pratiquement jamais dans la période considérée et suscitent donc la suspicion, alors que c'est le contraire qui est vrai. Lemaire démontre que dans 60 % (pour Jacques) resp. 10 % (pour Josef) des occurrences de ces noms dans les inscriptions et les papyrus, ils sont écrits exactement dans cette orthographe. Une experte en onomastique tel que Tal Ilan aurait dû le savoir, comme le remarque Lemaire à juste titre. Il devrait être clair qu'aucune valeur ne peut être attachée à un tel fatras d'impressions infondées.
L’archéologue Ronny Reich commence par une remarque sobre : si l’inscription avait lu « Joseph, fils de Jacob, frère de Jésus », personne ne s’en serait soucié et encore moins l’IAA aurait-elle commandé une enquête sur son authenticité. « Personne n’aurait haussé un sourcil et l’inscription serait entrée discrètement dans les listes statistiques sans y réfléchir davantage. » Et il a raison. Le tumulte n’a pu naître que de la combinaison suggestive de noms qui rappellent si fortement le Nouveau Testament. Ailleurs aussi, Reich laisse transparaître que selon lui, le jeu n'en vaut pas la chandelle. Il ne voit aucune différence entre la première et la seconde moitié de l'inscription (Lemaire précise également que dans les deux moitiés du texte les styles formel et cursif se mélangent, ce qui n'est pas rare). Reich ne voit aucun indice de contrefaçon mais finalement il vote néanmoins contre l'authenticité ! Pourquoi ? Parce que le « comité des matériaux » affirme que la patine des lettres n’est pas ancienne. Mais Reich viole ainsi la règle selon laquelle chaque expert est obligé de présenter une opinion fondée uniquement sur sa propre discipline. C’est certainement le moyen d’arriver à un verdict unanime !
Esther Eshel, paléographe, rejette l'authenticité de l'inscription car elle ne connaît aucun autre ossuaire sur lequel le décor (en l’occurrence quelques rosaces au dos) est aussi vague et usé alors que l'inscription est aussi claire et nette. En fait, de tels cas sont loin d’être exceptionnels. Lemaire fait référence à plusieurs ossuaires de la collection de Rahmani sur lesquels on observe le même phénomène. Cela dépend entièrement de l'histoire individuelle d'un ossuaire si un seul côté ou plusieurs, voire tous les côtés, sont altérés et usés. Elle affirme également que deux mains différentes ont dû travailler sur l’ossuaire, mais Lemaire donne plusieurs exemples convaincants d’autres inscriptions dans lesquelles la même variété d’écriture est visible sans que personne ait jamais parlé de « deux mains » dans ces cas-là. Enfin, elle prétend que le faussaire a copié les mots « frère de… » du seul autre ossuaire sur lequel apparaît cette combinaison de mots, le n° 570 dans le catalogue de Rahmani. Elle conclut cela du fait que dans les deux inscriptions du dalet (in achuy de) seul le trait vertical de la lettre est écrit, ce qui est exceptionnel. Hélas pour Esther Eshel, sur notre ossuaire le trait horizontal du dalet – qui était certainement là, comme le montrent les premières photos – est devenu invisible car la pierre a été brisée lors du transport d'Israël au Canada (pour l'exposition de Toronto) et la cassure traverse exactement le trait horizontal du dalet, ce qui fait qu'elle a maintenant disparu. »

Lorsque l'ossuaire a été expédié depuis Israël pour être exposé en 2002 au Musée royal de l'Ontario (MRO) à Toronto, au Canada, il a en effet été endommagé et s'est brisé en cinq morceaux, ce qui a d'ailleurs eu pour conséquence d'effacer partiellement la lettre dalet de l'inscription, l'une des brisures suivant l'axe vertical de celle-ci. La réparation de l'artéfact a néanmoins eu pour intérêt de permettre aux experts d'examiner l'ossuaire de près, ce qu'ils n'auraient pas pu faire autrement. Edward J. Keall, ancien conservateur principal au MRO, observe dans un article publié en juillet 2003 :

« Nous avons pu démontrer que la théorie dite « des deux mains » était sans fondement. Cette théorie soutient que les deux derniers mots de l'ossuaire, « frère de Jésus », ont été ajoutés par une seconde main à une inscription déjà existante qui disait « Jacques, fils de Joseph. » Notre examen a montré qu'une partie de l'inscription avait été récemment nettoyée, un peu trop vigoureusement, avec un outil tranchant. Pour une raison inconnue, l'auteur de l'opération avait nettoyé le début de l'inscription, mais pas la fin. Le nettoyage avait enlevé une partie de l'incrustation superficielle à l'intérieur des lettres, mais pas la totalité. Les lettres sur lesquelles un outil tranchant a été utilisé peuvent même être considérées comme légèrement « rehaussées » - elles semblent plus nettes que celles de l'autre partie de l'inscription. La fin de l'inscription semble plus douce et moins anguleuse, plus proche d'une écriture cursive, et donc plus récente. Mais l'aspect doux est dû à la survie de l'incrustation sur la partie qui n'a pas été nettoyée. »

S'agissant de l'étude de la patine présente sur l'inscription de l'ossuaire, Pieter van der Horst indique :

« Le directeur du GSI [Geological Survey of Israel] a dit dans une déclaration que le rapport des géologues de l'AAI était totalement tendancieux et partial et qu'il n'apportait aucune preuve valable du caractère falsifié de l'inscription. Mais ce qui est étrange, c'est que ce sont précisément les arguments et les conclusions de ce « comité des matériaux » qui ont poussé certains membres du « comité de l'inscription » à déclarer que l'inscription était un faux, alors que, sur la base de leurs propres travaux, ils ne voyaient aucune raison de faire cela. Clairement, ici quelque chose ne tourne vraiment pas rond. »

En 2006, Hershel Shanks, éditeur de la Biblical Archeology Review (BAR), signale dans un article publié dans le Jerusalem Post que le professeur Wolfgang E. Krumbein (de) de l'université Carl-von-Ossietzky d'Oldenbourg (Allemagne), expert mondialement reconnu des analyses microbiologiques, a affirmé dans un rapport que l'AAI aurait sciemment manipulé la patine de l'ossuaire de Silwan et qu'un matériaux rouge aurait été délibérément utilisé pour tenter d'empêcher tout contrôle de la validité des tests réalisés précédemment sur celle-ci.

## Le procès de l'État d'Israël contre Oded Golan
Sur la base des travaux de l'AAI, l'État d'Israël engage, en décembre 2004, une procédure judiciaire contre Oded Golan en l'accusant d'avoir falsifié l'inscription en y ajoutant la partie « frère de Jésus ».
En toile de fond, le tombeau de Talpiot ayant été découvert en 1980, la loi israélienne n° 5738-1978 de 1978 sur les antiquités (en) fait peser sur le collectionneur Oded Golan la menace de devoir remettre l'ossuaire à l'État : au titre de cette législation instaurée pour lutter contre les trafics et les pillages d'antiquités, lorsqu'un artéfact est découvert ou trouvé en Israël celui-ci est réputé automatiquement propriété de l'État, qui devient par ailleurs seul habilité à délivrer des autorisations de fouille. La personne qui découvre ou trouve une antiquité est tenue d'en informer le directeur de l'Autorité des antiquités d'Israël (AAI) dans les quinze jours. La personne qui prétend avoir découvert ou trouvé l'antiquité avant l'entrée en vigueur de la loi est tenue d'en apporter la preuve. Au fil des ans, le propriétaire de l'artéfact, Oded Golan, fournira plusieurs versions des circonstances de son acquisition. Selon la dernière, c'est en 1975 qu'un marchand de la vieille ville de Jérusalem lui aurait vendu l'ossuaire qui proviendrait des environs du secteur de Silwan, à Jérusalem-Est.
En 2007, Oded Golan produit devant le tribunal une photographie noir et blanc de l'ossuaire de Jacques avec l'inscription complète « Jacques fils de Joseph frère de Jésus », posé sur une étagère à son domicile, qui sera authentifiée par un ancien expert du FBI en s'appuyant sur une analyse du papier, fabriqué dans les années 1970 et portant une marque de tirage de mars 1976. Un annuaire téléphonique datant de cette même année est également visible sur l'image.
Dans ce procès, l'État d'Israël s'appuie, en particulier, sur les témoignages importants de deux experts : Yuval Goren, spécialiste des patines à l'université de Tel Aviv qui a siégé avec les experts au sein du « Materials and Patina Committee » réuni par l'AAI pour expertiser l'ossuaire, et Joe Zias (en), archéologue spécialiste des analyses anthropologiques au sein de l'AAI.
Lors des travaux menés par les deux sous-commissions de l'AAI, Yuval Goren a affirmé avoir découvert une fausse patine sur la partie de l'inscription « frère de Jésus » considérée par certains experts comme ayant été rajoutée par une deuxième main. Cependant, lors du procès, confronté à la preuve que la patine originale et authentique était visible dans le mot « Jésus », Yuval Goren a demandé une suspension d'audience pour examiner de nouveau l'ossuaire. Revenu à la barre du tribunal le lendemain, il admet qu'une patine originale est bel et bien présente.
Comme celui de Goren, le témoignage initial de Joe Zias a été vidé de sa substance lors du procès. L'archéologue avait d'abord affirmé avoir vu l'ossuaire de Jacques, avant qu'il ne soit acquis par Oded Golan, dans un magasin d'antiquités sans la section de phrase « frère de Jésus » inscrite dessus. Mais finalement, Zias a admis sous serment qu'il n'avait vu l'inscription que brièvement et qu'il n'avait pas les compétences nécessaires pour lire ces lettres antiques. De plus, lorsque le propriétaire du magasin a été interrogé par la suite, celui-ci a déclaré « qu'il n'avait jamais eu dans son magasin un ossuaire avec l'inscription que Zias prétendait y avoir vue ».

Le 14 mars 2012, la justice israélienne rend un verdict dans cette procédure fleuve engagée contre le collectionneur, et aussi contre l'épigraphiste et marchand d’antiquités Robert Deutsch. Au bout de cinq ans, 116 audiences, 133 témoins, 12 000 pages de témoignages, près de 18 mois d’attente du verdict, ce qui a été qualifié de « procès en contrefaçon du siècle » « a finalement abouti à un aveu d’impuissance de la justice israélienne face à la science et aux querelles d’experts ». Le verdict du juge Aharon Farkash indique que,:

« L’accusation a échoué à prouver au-delà du doute raisonnable ce qui était établi dans l’acte d’accusation à savoir que l’ossuaire est un faux et qu’Oded Golan ou quelqu’un agissant pour lui l’a forgé de toutes pièces. Cela ne veut pas dire que l’inscription figurant sur l’ossuaire est véritable et authentique et ait été écrite il y a 2000 ans […]. Rien dans ces différents éléments ne prouve que ces objets soient forcément authentiques. »

L'historien et écrivain italien Pierluigi Tombetti rapporte par deux fois, en 2014 puis en 2019, un commentaire que lui aurait écrit et adressé André Lemaire, :
« Per cercare di capire dove stesse la verità, mi rivolsi ad André Lemaire, il quale mi scrisse:”(…)  l’ossario è assolutamente autentico ma ci sono forze politiche e religiose interessate a far sparire il reperto.” »
— Pierluigi Tombetti
        
« Pour essayer de comprendre où se trouvait la vérité, je me suis adressé à André Lemaire qui m'a écrit : "(...) l'ossuaire est absolument authentique mais des forces politiques et religieuses ont intérêt à faire disparaître l'artéfact." »

## Développements récents
Les deux études scientifiques les plus récentes menées sur l'ossuaire de Silwan confirmeraient que l'intégralité de la patine de l'inscription « Jacques fils de Joseph frère de Jésus » serait homogène et donc authentique, de même que la totalité de la gravure.
- En 2014, une équipe dirigée par l'archéogéologue Amnon Rosenfeld (qui a lui aussi œuvré au sein du Geological Survey of Israel) reprend le dossier de la patine de l'inscription de l'ossuaire de Jacques et publie les résultats de son étude dans l'Open Journal of Geology. Le groupe d'experts conclut[41] :

« L'analyse archéométrique de l'inscription de l'ossuaire de Jacques "Jacques fils de Joseph frère de Jésus" renforce la thèse de l'authenticité de l'ossuaire et de ses gravures. La patine beige peut être observée sur la surface de l'ossuaire, se poursuivant progressivement jusqu'à l'inscription gravée. (...) En outre, l'existence hétérogène de microfossiles éoliens (nannofossiles et foraminifères) et de quartz dans la patine de l'ossuaire, y compris dans la zone des lettres, renforce l'authenticité de l'inscription. »

- En 2020, une autre équipe dirigée par Aryeh E. Shimron (qui a également appartenu au Geological Survey of Israel), publie les résultats d'une étude qui conclut quant à elle[5] :

« Il est remarquable que l'ossuaire de Jacques, qui a dû suivre une évolution différente au cours des 30 dernières années de son existence, et malgré la contamination considérable par des fragments métalliques, présente toujours une signature géochimique unique qui correspond à la chimie des autres ossuaires de la tombe de Talpiot. »

Le tombeau de Talpiot, découvert en 1980, contient dix ossuaires dont six sont gravés de noms que quelques spécialistes ont estimé pouvoir rapprocher de membres de la famille de Jésus de Nazareth.